# 牧野教育映画製作所
牧野教育映画製作所（まきのきょういくえいがせいさくしょ、1921年（大正10年）6月 設立 - 1924年（大正13年）改組）は、かつて京都に存在した日本の映画会社である。

## 略歴・概要
「日本映画の父」牧野省三が、日活から独立して起こした会社である。牧野が本格的にインディペンデントに足を踏み出し、内田吐夢ら横浜の大活出身の若者たちで賑わい、衣笠貞之助を監督としてデビューさせたことで知られる。

### 「忍術映画」への逆風
1920年（大正9年）1月の日活による「ミカド商会」吸収後、牧野省三は日活に戻り、ふたたび「目玉の松っちゃん」（尾上松之助）主演の映画を撮り続けた。
松之助の十八番は、初歩的な特撮を駆使した「忍術映画」だった。松之助演じる児雷也や猿飛佐助が大蝦蟇に化けたり屋根を飛び越えたりといった描写を、トリックで見せていくというこの「忍術映画」は、当時の子供たちを熱狂させた。
ところが、この松之助の忍術映画が人気を博する半面、社会問題となってきた。「目玉の松っちゃん」の映画に影響されて、上野の駅で走ってくる汽車の前に子供が立って印を結ぶという事件が起こったのである。汽車が止まると、子供は自分の忍術で止まったのだと思い込んだという。「忍術映画は世を惑わすものである」などと言われたマキノ省三監督は、仕方なく訓戒的な「教育映画」を制作することとなった。

### 「牧野教育映画製作所」の発足
ふたたび「興行映画の製作をしない」ことを条件に日活を退社したマキノ省三は、1921年（大正10年）6月、京都市北区・衣笠山の麓の等持院境内に同社を設立。
同年9月、同所に「等持院撮影所」を建設・開業した。牧野の助監督の金森万象、日活京都の監督だった沼田紅緑もこれに参加する。ミカド時代から引き続き、文部省の星野辰男（保篠龍緒）と権田保之助が協力した。牧野省三42歳のときであった。
ちょうど同月、トーマス・栗原と谷崎潤一郎が横浜山下町で映画を製作していた「大正活動映画」（大活）が撮影所を一時閉鎖すると、俳優部にいた井上金太郎と内田吐夢、二川文太郎、渡辺篤、江川宇礼雄、岡田時彦、鈴木すみ子は、「浅草オペラ」の劇団を渡り歩き「根岸大歌劇団」を飛び出て大活で俳優・監督となった獏与太平（のちの古海卓二）とその妻紅沢葉子に率いられて京都入り、岡田と鈴木を除いて全員がこの「等持院撮影所」に入社する。牧野は、栗原のハリウッド・スタイルと谷崎の当時の最先端文学、獏の浅草六区の芸術的自由を全身にまとった、この20代の横浜から来た若者たちを歓迎し、彼らを主役に、そしてまだ10歳そこそこの息子マキノ雅弘らを出演させて、「教育映画」を製作、発表し始めた。
翌1922年（大正11年）、牧野は映画にまだ出演したことのない無名の歌舞伎役者を集め、長篇劇映画『実録忠臣蔵』を撮り、文部省の「推薦映画」のお墨付きを受け、興行会社になっていた大活がこれを配給して同年5月27日に公開、大ヒットした。同作はいままでにない斬新な演出手法と評判になり、なにより谷崎が、日活時代の尾上松之助映画との比較で格段に「映画的」だと絶賛、日活・横田永之助の桎梏から脱出、完全独立するための大きなステップとなった。

### 衣笠貞之助の監督デビュー
また同年、日活向島撮影所を退社して国際活映（国活）に移ったものの、経営不振のため、国活を出て連鎖劇の巡業を始めた当時俳優の衣笠貞之助が、名古屋で巡業中に同地の映画館主から日活本社に苦情が入った。本社はこれをやめさせるべく、かつて日活向島撮影所長だった牧野に、衣笠一派の説得を頼んだ。牧野は名古屋に飛び、衣笠を説得、それと同時に彼らを「等持院撮影所」で引き受けることにした。同年衣笠は、内田との共同監督として『噫小西巡査』で監督としてデビューした。同作は10月29日、日活の配給で公開された。
いっぽう獏は『火華』を監督していたが、牧野との対立から撮影途中で放り出して、妻の紅沢とともに同社を去る。これを完成したのが衣笠であった。いずれにしても、すでに牧野は日活に大きな貸しをつくり、「興行映画の製作をしない」という条件も振り払い、新国劇のキラータイトルである行友李風原作の『国定忠治』の製作に入った。同作は同年12月31日、国活配給の「お正月映画」として華々しく公開された。出演したのは、『実録忠臣蔵』同様、無名の役者ばかりであった。
1923年（大正12年）、牧野は大石内蔵助、自来也、鼠小僧次郎吉、松平長七郎、大久保彦左衛門、清水次郎長といった定番の物語性あふれる人物を主題にした映画を連打した。やがて国活が本格的に映画製作を中止し、阪東妻三郎が流れ込んでくる。もう「教育映画」の看板は相応しくない。同社は「マキノ映画製作所」へと改組、それと同時に牧野は「マキノ省三」へと改名し、同社はその役目を終えた。

## エピソード
子役だったマキノ雅弘は、父親の省三が監督する、同社の教育映画に多数出演している。一度雅弘は、猿の役で突然虎の檻の中にいれられたことがあった。「悪い子はこんな夢を見る」という「教育的な話」だったのである。「よその子は使えないから」と、この危険な役回りとなったのだが、これを述懐して雅弘も「これは、怖かった」と苦笑している。

## フィルモグラフィ
1921年
- 大楠公夫人　監督牧野省三、出演内田吐夢、常盤松代、マキノ雅弘（「牧野正唯」名義）、マキノ満男（「牧野光次郎」名義） 6巻
- 孝子養老　監督牧野省三、出演内田吐夢、牧野正唯 1巻
- 児島高徳　監督牧野省三、脚本金森万象、出演内田吐夢 1巻
- 小さな勝利　監督獏与太平、出演牧野正唯 2巻
- 一太郎やあい　主演井上文太郎（「栗井饒太郎」名義）
- 兄弟仲は　監督沼田紅緑、脚本牧野省三、撮影橋本佐一呂、出演渡辺篤、江川宇礼雄　※大佛次郎『角兵衛獅子』の翻案
- 能・狂言三題　監督金森万象、撮影花房種太、出演金剛巌、茂山千五郎

1922年
- 心の扉　監督・脚本獏与太平、出演内田吐夢、紅沢葉子
- 実録忠臣蔵　監督・脚本牧野省三、原作渡辺霞亭、撮影田中出羽、出演阪東彦三、嵐璃昇、尾上幸十郎、片岡市太郎、嵐冠三郎、市川芦若、中村駒枝、市川鬼久十郎、花柳紫紅、市川鬼九郎、内田吐夢、牧野正唯　※配給大活、有楽座、12巻
- 鍋かぶり日親　監督沼田紅緑、出演片岡市太郎　※神田仏教館、12巻
- 稲田の草庵 大和平九郎　監督沼田紅緑、出演栗井饒太郎、内田吐夢 3巻
- 黄金の虎　監督牧野省三、出演牧野正雄、牧野光次郎
- 山之内一豊の妻　監督牧野省三、原作渡辺霞亭、出演市川鬼九郎、片岡市太郎 4巻
- 萬壽姫　監督牧野省三、出演牧野恵美子、紅沢葉子、片岡市太郎 3巻
- 幸福は何処より　監督金森万象、出演栗井饒太郎 2巻
- 十字路　出演内田吐夢、栗井饒太郎、牧野正唯
- 命の灯　監督金森万象、原作小笠原長隆、出演松島恵美子、守八千代 3巻
- 黎明の村　監督金森万象、撮影田中出羽、出演沢田潤、山本日出子 2巻
- ある新聞記者の手記　監督衣笠貞之助、出演内田吐夢、渡辺篤
- 噫小西巡査　監督・出演衣笠貞之助、共同監督内田吐夢、撮影金森万象、出演本間直司、小泉嘉輔、森きよし（森清）、渡辺篤　※配給日活
- 火華　監督・脚本・出演衣笠貞之助、原作菊池寛、撮影田中十三、出演本間直司、栗井饒太郎、内田吐夢　※配給日活
- 国定忠治　監督牧野省三、原作行友李風、撮影田中十三、出演有田松太郎、吉富重夫、片岡松太郎、市川省紅　※配給国活

1923年
- 佐渡の若竹 阿新丸　監督牧野省三、出演市川小蝦、片岡市太郎　※配給国活、浅草キネマ倶楽部、6巻
- 野狐三次　監督牧野省三・沼田紅緑、出演片岡市太郎、市川花紅、市川省紅、有田松太郎　※浅草キネマ倶楽部、6巻
- 大石内蔵之助　監督牧野省三、原作渡辺霞亭、出演市川彦三、沢村菊丸、尾上幸十郎　※配給国活、浅草キネマ倶楽部、8巻
- 妖怪自来也　監督牧野省三・沼田紅緑、出演有田松太郎、吉富重夫、平野仙太郎、市川玉太郎、嵐冠三郎、片岡市太郎　※浅草キネマ倶楽部、6巻
- 鼠小僧次郎吉　監督牧野省三・沼田紅緑、出演有田松太郎　※浅草キネマ倶楽部、5巻
- 松平長七郎　監督牧野省三・沼田紅緑、出演市川玉太郎、片岡市太郎　※浅草キネマ倶楽部、6巻
- 大久保彦左衛門　監督牧野省三・沼田紅緑、出演有田松太郎、片岡松太郎、市川玉太郎、市川省紅　※浅草キネマ倶楽部、6巻
- 清水次郎長　監督牧野省三・沼田紅緑、出演有田松太郎、片岡市太郎、片岡松太郎、阪東妻三郎　※浅草キネマ倶楽部、6巻
- 不知火　監督・脚本・主演衣笠貞之助、原作長田幹彦、出演今井清夫、森清、小泉嘉輔　※配給日活
- 神崎与五郎　監督牧野省三・沼田紅緑、出演有田松太郎、片岡市太郎
- 貧者の一燈　監督・監督金森万象、出演木村静子 3巻

## 関連事項
- 横田商会 - 日活 （横田永之助）
- ミカド商会 - 牧野教育映画製作所 - マキノ映画製作所 - 東亜キネマ - マキノ・プロダクション （牧野省三）
- 大正活動映画 （トーマス・栗原、谷崎潤一郎）
- 浅草オペラ - 根岸大歌劇団 （根岸吉之助、根岸寛一）
- 常盤商会 - 天然色活動写真 - 小林商会 - 国際活映 （小林喜三郎）
- 保篠龍緒、権田保之助

## 註
1. 1 2  『週刊サンケイ臨時増刊 大殺陣 チャンバラ映画特集』（サンケイ出版）
2. 1 2 3  『教育学雑誌』サイト内、朝倉徹（東海大学）の「活動写真が教育的文脈において語られるようになる背景2」の記述を参照。
3. 1 2  『日本映画監督全集』（キネマ旬報社、1976年）の「古海卓二」の項（p.350-351）を参照。同項執筆は竹中労。
4. ↑  『日本映画監督全集』（キネマ旬報社、1976年）の「牧野省三」の項（p.360-363）を参照。同項執筆は田中純一郎。